# Stationary Traveller
Albums de Camel
The Single Factor
(1982) Dust and Dreams
(1991)
Stationary Traveller est le dixième album studio de Camel, sorti en août 1984. Il s'agit d'un album-concept consacré aux transfuges du bloc de l'Est tentant de franchir le mur de Berlin durant la guerre froide.

## Titres
Toutes les chansons sont d'Andrew Latimer et Susan Hoover, sauf mention contraire.

### Face 1
1. Pressure Points (Latimer) – 2:10
2. Refugee – 3:47
3. Vopos – 5:32
4. Cloak and Dagger Man – 3:55
5. Stationary Traveller (Latimer) – 5:34

### Face 2
1. West Berlin – 5:10
2. Fingertips – 4:29
3. Missing (Latimer) – 4:22
4. After Words (Ton Scherpenzeel) – 2:01
5. Long Goodbyes – 5:14

## Musiciens
- Andrew Latimer : chant, guitare acoustique, guitare électrique, guitare à douze cordes, basse, piano, boîte à rythmes, flûte
- Ton Scherpenzeel : orgue, piano, synthétiseurs Prophet, Yamaha CS-80, Juno 60, Korg, PPg, accordéon
- Paul Burgess : batterie
- David Paton : basse, basse fretless, chœurs
- Chris Rainbow : chant (4, 10)
- Mel Collins : saxophone (7)
- Haydn Bendall (en) : synthétiseurs Fairlight (1, 3), PPg (8)